# Washington Barrow
Washington Barrow (* 5. Oktober 1807 im Davidson County, Tennessee; † 19. Oktober 1866 in St. Louis, Missouri) war ein US-amerikanischer Politiker. Zwischen 1847 und 1849 vertrat er den Bundesstaat Tennessee im US-Repräsentantenhaus.

## Werdegang
Nach einer akademischen Ausbildung und einem Jurastudium arbeitete Washington Barrow als Rechtsanwalt. Gleichzeitig begann er als Mitglied der Whig Party eine politische Laufbahn. Zeitweise war er auch als Zeitungsherausgeber tätig. Zwischen 1841 und 1844 fungierte Barrow als amerikanischer Gesandter in Portugal. Bei den Kongresswahlen des Jahres 1846 wurde er im achten Wahlbezirk von Tennessee in das US-Repräsentantenhaus in Washington, D.C. gewählt, wo er am 4. März 1847 die Nachfolge von Edwin Hickman Ewing antrat. Da er im Jahr 1848 auf eine weitere Kandidatur verzichtete, konnte er bis zum 3. März 1849 nur eine Legislaturperiode im Kongress absolvieren. Diese war von der Endphase des Mexikanisch-Amerikanischen Krieges geprägt.
Nach seinem Ausscheiden aus dem US-Repräsentantenhaus arbeitete er als Geschäftsmann. In den Jahren 1861 und 1862 gehörte er als Anhänger der Konföderation dem Senat von Tennessee an. Er war Sklavenhalter. Zwischenzeitlich wurde er von den Truppen der Union gefangen genommen und bald wieder freigelassen. Danach schloss sich Barrow dem Heer der Konföderation an. Dabei geriet er erneut in Gefangenschaft, die er in Lagern in Ohio und Michigan verbrachte. Darunter litt seine Gesundheit. Letztlich hat er sich von den Folgen der Haft nicht mehr erholt. Er starb am 19. Oktober 1866 bei einem Besuch bei seinem Bruder in St. Louis. Washington Barrow war ein Halbbruder von Alexander Barrow (1801–1846), der von 1841 bis 1846 den Staat Louisiana im US-Senat vertrat.